# Saint-Sauveur, Meurthe-et-Moselle
 Saint-Sauveur  là một xã của tỉnh Meurthe-et-Moselle, thuộc vùng Grand Est, đông bắc nước Pháp.